# Златист миши лемур
Златистият миши лемур (Microcebus ravelobensis) е вид бозайник от семейство Лемури джуджета (Cheirogaleidae). Видът е застрашен от изчезване.

## Разпространение и местообитание
Разпространен е в Мадагаскар.